# 奥梅尔维尔
奥梅尔维尔（法語：Omerville，法語發音：[ɔmɛʁvil] ⓘ）是法国法兰西岛大区瓦兹河谷省的一个市镇，属于蓬图瓦兹区。

## 地理
奥梅尔维尔（49°8'27"N, 1°43'7"E）面积11.98 平方千米，位于法国法蘭西島大區瓦兹河谷省，该省份为法国北部内陆省份，北起瓦兹省，西接厄尔省，南至塞纳-圣但尼省、上塞纳省和伊夫林省，东临塞纳-马恩省。
与奥梅尔维尔接壤的市镇（或旧市镇、城区）包括：圣热尔韦、昂布勒维尔、绍西、热南维尔、奥当。
奥梅尔维尔的时区为UTC+01:00、UTC+02:00（夏令时）。

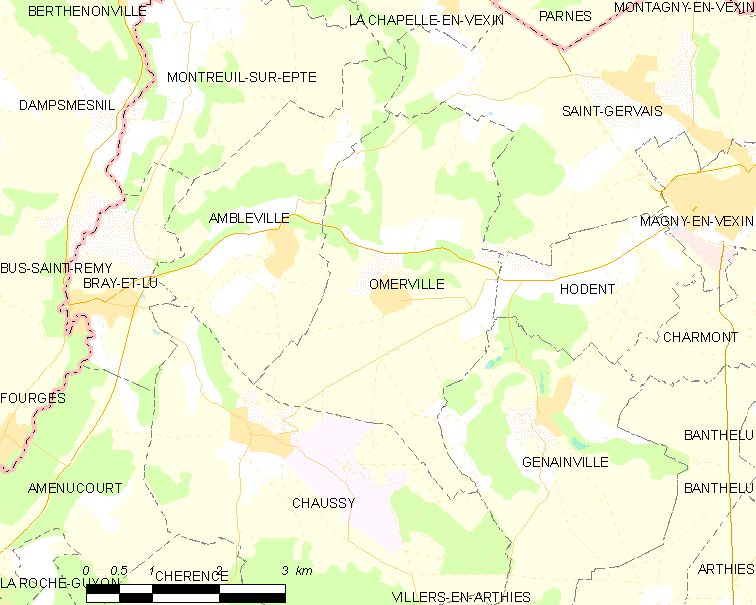
奥梅尔维尔的OSM定位图

## 行政
奥梅尔维尔的邮政编码为95420，INSEE市镇编码为95462。

## 政治
奥梅尔维尔所属的省级选区为沃雷阿勒县。

## 人口

1962-2008年间奥梅尔维尔人口变化图示

奥梅尔维尔于2022年1月1日时的人口数量为325人。